# Аја Параскеви
Аја Параскеви (грч. Αγία Παρασκευή Agia Paraskevi) насеље је у Грчкој и једно од великих предграђа главног града Атине. Аја Параскеви припада округу Северна Атина у оквиру периферије Атика.

## Положај
Аја Параскеви се налази источно од управних граница града Атине. Удаљеност између средишта ова два насеља је свега 10 км. То је такође једно од највиших предграђа Атине - средиште насеља на преко 200 метара надморске висине.

## Становништво
У последња три пописа кретање становништва Аје Параскеви било је следеће:
| 1991. | 2001. | 2011. |
| ----- | ----- | ----- |
| 5.981 | 7.163 | 7.498 |

Кретање броја становника у општини по пописима:
| 1981.  | 1991.  | 2001.  | 2011.  |
| ------ | ------ | ------ | ------ |
| 32.904 | 47.463 | 56.836 | 59.704 |